# 拉尔夫·库拜尔
拉尔夫·库拜尔（德語：Ralph Kubail，1952年4月30日—1981年8月15日），德国男子赛艇运动员。他曾代表西德参加1976年夏季奥林匹克运动会赛艇比赛，获得男子四人单桨有舵手铜牌。